# Tomáš Satoranský
Tomáš Satoranský, né le 30 octobre 1991 à Prague, est un joueur tchèque de basket-ball. Il mesure 2,00 m et évolue aux postes de meneur et arrière.

## Biographie

### Cajasol Séville (2009-2014)
Formé à l'USK Prague, il rejoint en 2009 le Cajasol Séville, club qui évolue en Liga ACB. Lors de la saison 2009-2010, il joue principalement dans l'équipe B qui évolue en LEB plata, la troisième division espagnole.
Satoranský se présente à la draft 2012 de la NBA et est choisi au second tour, en 32e position par les Wizards de Washington.
En mai 2014, il devient le meilleur passeur de l'histoire du Cajasol Séville avec 461 passes en 167 parties en battant le précédent record de Carlos Montes García.

### FC Barcelone (2014-2016)
Le 11 juillet 2014, il signe un contrat de deux ans avec le FC Barcelone.
En mars 2016, Satoranský prolonge son contrat avec le Barça pour 4 ans (jusqu'en 2020).

### Wizards de Washington (2016-2019)
En juillet 2016, il signe un contrat de 3 ans pour 9 millions de dollars avec les Wizards de Washington.

### Bulls de Chicago (2019-2021)
Le 1er juillet 2019, il s'engage trois saisons avec les Bulls de Chicago.
Il est nommé en compagnie de la joueuse de tennis Petra Kvitová porte-drapeau de la délégation tchèque aux Jeux olympiques d'été de 2020 à Tokyo.

### Pelicans de La Nouvelle-Orléans (2021-2022)
En août 2021, il est envoyé aux Pelicans de La Nouvelle-Orléans en échange notamment de Lonzo Ball.

### Spurs de San Antonio (2022)
En février 2022, Tomáš Satoranský, Nickeil Alexander-Walker, Josh Hart, Didi Louzada, un premier, et deux seconds tour de draft sont envoyés vers les Trail Blazers de Portland contre C.J. McCollum, Tony Snell et Larry Nance Jr..
Quelques jours plus tard, il est transféré aux Spurs de San Antonio dans un échange à trois équipes.

### Retour aux Wizards de Washington (2022)
Libéré par les Spurs de San Antonio via un buy-out, il s'engage aux Wizards de Washington et y reste jusqu'à la fin de la saison.

### Retour au FC Barcelone (depuis 2022)
Le 4 juillet 2022, le club catalan du FC Barcelone annonce son retour après 6 saisons en NBA. Le contrat court sur 3 saisons.

## Palmarès
- Supercoupe d'Espagne en 2015
- Champion d'Espagne : 2023

## Statistiques NBA

### Saison régulière
Statistiques en saison régulière
| Saison    | Équipe              | Matchs | Titul. | Min./m | % Tir | % 3pts | % LF | Rbds/m. | Pass/m. | Int/m. | Ctr/m. | Pts/m. |
| --------- | ------------------- | ------ | ------ | ------ | ----- | ------ | ---- | ------- | ------- | ------ | ------ | ------ |
| 2016-2017 | Washington          | 57     | 3      | 12,6   | 41,5  | 24,3   | 69,7 | 1,46    | 1,61    | 0,46   | 0,11   | 2,70   |
| 2017-2018 | Washington          | 73     | 30     | 22,5   | 52,3  | 46,5   | 78,1 | 3,19    | 3,92    | 0,71   | 0,21   | 7,18   |
| 2018-2019 | Washington          | 80     | 54     | 27,0   | 48,5  | 39,5   | 81,9 | 3,49    | 4,99    | 1,02   | 0,16   | 8,86   |
| 2019-2020 | Chicago             | 65     | 64     | 28,9   | 43,0  | 32,2   | 87,6 | 3,91    | 5,45    | 1,23   | 0,11   | 9,91   |
| 2020-2021 | Chicago             | 58     | 18     | 22,5   | 51,4  | 35,6   | 84,8 | 2,40    | 4,70    | 0,70   | 0,20   | 7,70   |
| 2021-2022 | La Nouvelle-Orléans | 32     | 3      | 15,0   | 29,9  | 16,1   | 76,0 | 2,00    | 2,38    | 0,44   | 0,03   | 2,75   |
| 2021-2022 | San Antonio         | 1      | 0      | 9,2    | 0,0   | 0,0    | 75,0 | 1,00    | 0,00    | 0,00   | 0,00   | 3,00   |
| 2021-2022 | Washington          | 22     | 10     | 18,9   | 47,6  | 27,3   | 84,0 | 2,77    | 4,91    | 0,68   | 0,18   | 4,86   |
| Carrière  | Carrière            | 388    | 182    | 22,2   | 46,8  | 35,4   | 82,0 | 2,88    | 4,09    | 0,80   | 0,15   | 6,90   |

### Playoffs
| Saison   | Équipe     | Matchs | Titul. | Min./m | % Tir | % 3pts | % LF | Rbds/m. | Pass/m. | Int/m. | Ctr/m. | Pts/m. |
| -------- | ---------- | ------ | ------ | ------ | ----- | ------ | ---- | ------- | ------- | ------ | ------ | ------ |
| 2017     | Washington | 10     | 0      | 3,6    | 50,0  | 0,0    | 40,0 | 0,50    | 0,60    | 0,10   | 0,00   | 0,80   |
| 2018     | Washington | 6      | 0      | 10,0   | 15,4  | 0,0    | 75,0 | 1,50    | 0,50    | 0,00   | 0,00   | 1,17   |
| Carrière | Carrière   | 16     | 0      | 6,0    | 26,3  | 0,0    | 55,6 | 0,88    | 0,56    | 0,06   | 0,00   | 0,94   |

## Records sur une rencontre en NBA
Les records personnels de Tomáš Satoranský en NBA sont les suivants, :
| Type de statistique        | Saison régulière | Saison régulière      | Saison régulière | Playoffs | Playoffs             | Playoffs      |
| Type de statistique        | Record           | Adversaire            | Date             | Record   | Adversaire           | Date          |
| -------------------------- | ---------------- | --------------------- | ---------------- | -------- | -------------------- | ------------- |
| Points                     | 27               | @ Hawks d'Atlanta     | 6 novembre 2019  | 5        | Celtics de Boston    | 7 mai 2017    |
| Paniers marqués            | 10               | 2 fois                | 2 fois           | 2        | Celtics de Boston    | 7 mai 2017    |
| Paniers tentés             | 13               | 6 fois                | 6 fois           | 3        | 4 fois               | 4 fois        |
| Paniers à 3 points réussis | 5                | @ Bulls de Chicago    | 10 février 2018  | -        | -                    | -             |
| Paniers à 3 points tentés  | 7                | Hornets de Charlotte  | 29 décembre 2018 | 1        | 3 fois               | 3 fois        |
| Lancers francs réussis     | 10               | @ Suns de Phoenix     | 27 mars 2019     | 2        | @ Raptors de Toronto | 14 avril 2018 |
| Lancers francs tentés      | 12               | @ Suns de Phoenix     | 27 mars 2019     | 3        | Celtics de Boston    | 7 mai 2017    |
| Rebonds offensifs          | 5                | 2 fois                | 2 fois           | 2        | @ Raptors de Toronto | 25 avril 2018 |
| Rebonds défensifs          | 9                | Bucks de Milwaukee    | 11 janvier 2019  | 3        | @ Raptors de Toronto | 17 avril 2018 |
| Rebonds totaux             | 12               | Bucks de Milwaukee    | 11 janvier 2019  | 4        | @ Raptors de Toronto | 17 avril 2018 |
| Passes décisives           | 14               | @ Mavericks de Dallas | 6 janvier 2020   | 2        | 2 fois               | 2 fois        |
| Interceptions              | 6                | Pacers de l'Indiana   | 23 février 2019  | 1        | @ Hawks d'Atlanta    | 22 avril 2017 |
| Contres                    | 3                | @ Knicks de New York  | 14 février 2018  | -        | -                    | -             |
| Balles perdues             | 6                | 2 fois                | 2 fois           | 2        | @ Hawks d'Atlanta    | 22 avril 2017 |
| Minutes jouées             | 48               | Suns de Phoenix       | 22 décembre 2018 | 18       | Raptors de Toronto   | 27 avril 2018 |

- Double-double : 14
- Triple-double : 1

Dernière mise à jour : 10 avril 2021